# 中華民国の国際関係

中華民国（台湾地区）
中華民国と国交を有する国
中華民国と国交を有さないが、非正式な代表部が設置されている国

本項目では、中華民国の国際関係（ちゅうかみんこくのこくさいかんけい）について述べる。なお、中華人民共和国との関係（両岸関係）は大陸委員会の管轄であり外交に含まれないため、ここでは扱わない。2024年（民国113年）12月現在、中華民国は11の国際連合加盟国およびバチカン（国連オブザーバー）と国交を有している。その他の大多数の国連加盟国は中華民国を国家承認していないが、「台北経済文化代表処」などの名称で58カ国（2024年12月現在）に事実上の在外公館（形式上は民間組織）が設置されている。
中華人民共和国は「一つの中国」の方針に基づき、中華民国と中華人民共和国の双方を同時に国家承認することを認めていないため、中華民国・中華人民共和国の双方との国交を維持している国は存在しない。
中華民国は国連に加盟していないが、世界貿易機関（WTO）やアジア太平洋経済協力（APEC）・国際オリンピック委員会（IOC）などの一部国際機関には、台湾、澎湖諸島、金門及び馬祖から成る独立の関税地域（繁: 臺澎金馬個別關稅領域、英: The Separate Customs Territory of Taiwan, Penghu, Kinmen and Matsu）やチャイニーズタイペイ（繁: 中華臺北、英: Chinese Taipei）といった別名を用いて参加している。

## 歴史

### 大陸時代
1912年（民国元年）1月1日に南京で孫文が臨時大総統に就任し、中華民国臨時政府が成立した。宣統帝が退位して清朝が消滅し、袁世凱が臨時大総統に就任して政府が北京に移転した後の1913年（民国2年）4月8日、ブラジルが中華民国を承認し、中華民国と国交を樹立した初の国家となった。
1912年4月22日、袁世凱は臨時大総統令を発し、蒙古・西蔵（チベット）・新疆が中華民国の領土であることを強調した。1913年から1914年（民国13年）にかけてイギリス領インド帝国・中華民国・チベットの各政府代表による会議が開かれ、インドとチベットの境界線の規定（マクマホンライン）を盛り込んだシムラ条約がイギリスとチベットとの間で締結されたが、地方政府に過ぎないチベット政府が条約を締結することやマクマホンラインの存在が受け入れられない中華民国は同条約への調印を拒否した。
1914年に勃発した第一次世界大戦において中華民国は当初中立を保っていたが、1917年（民国6年）8月14日に代理大総統の馮国璋によってドイツとオーストリアに宣戦が布告された。戦後、中華民国は戦勝国としてパリ講和会議に出席した。会議にて中華民国代表は、1915年（民国4年）の対華21カ条要求によってドイツから日本に継承されていた山東省の権益の返還を求めたが受け入れられず、北京では大規模なデモ（五四運動）が発生した。これを受けて中華民国はヴェルサイユ条約への調印を拒否した。
1928年（民国17年）6月に北洋政府が崩壊して国民政府が中央政府の地位を獲得すると、国民政府外交部長の王正廷の下で、関税自主権の回復、治外法権の撤廃、租界・租借地・鉄道利権・内河航行権・沿海貿易権の返還など、不平等条約の改正を中心とする「革命外交」が開始された。1929年（民国18年）、東北（満洲）を拠点とする張学良は、ソビエト連邦（ソ連）の影響下にあった中東鉄道の権益の武力での回収を試みた（同時にソ連は中華民国と断交）が、赤軍に撃退されて失敗に終わった（中東路事件）。なお、両国間の国交は満洲事変後の1932年（民国21年）12月12日に回復した。

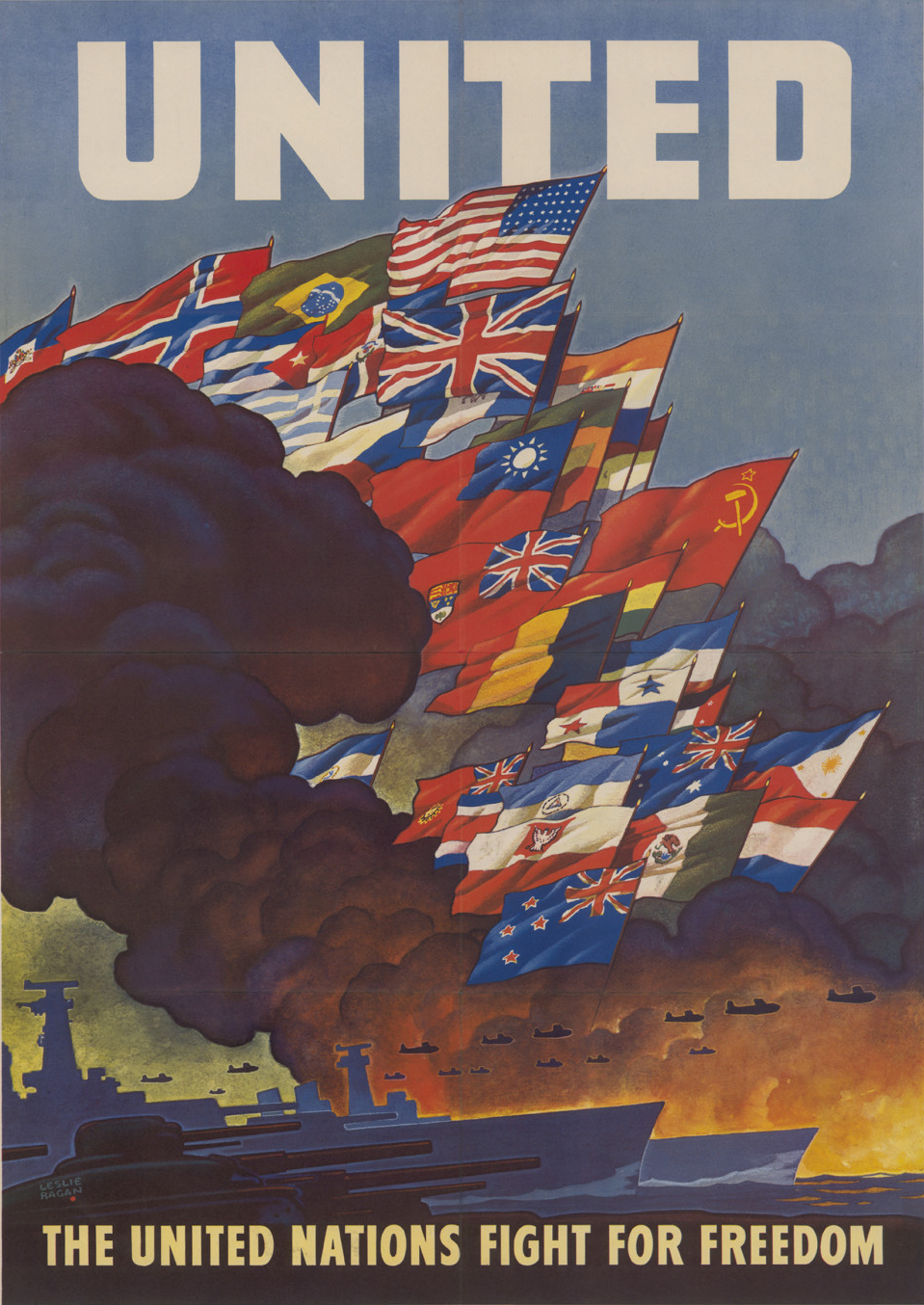
第二次世界大戦における連合国のポスター
中央に中華民国の国旗が見える。

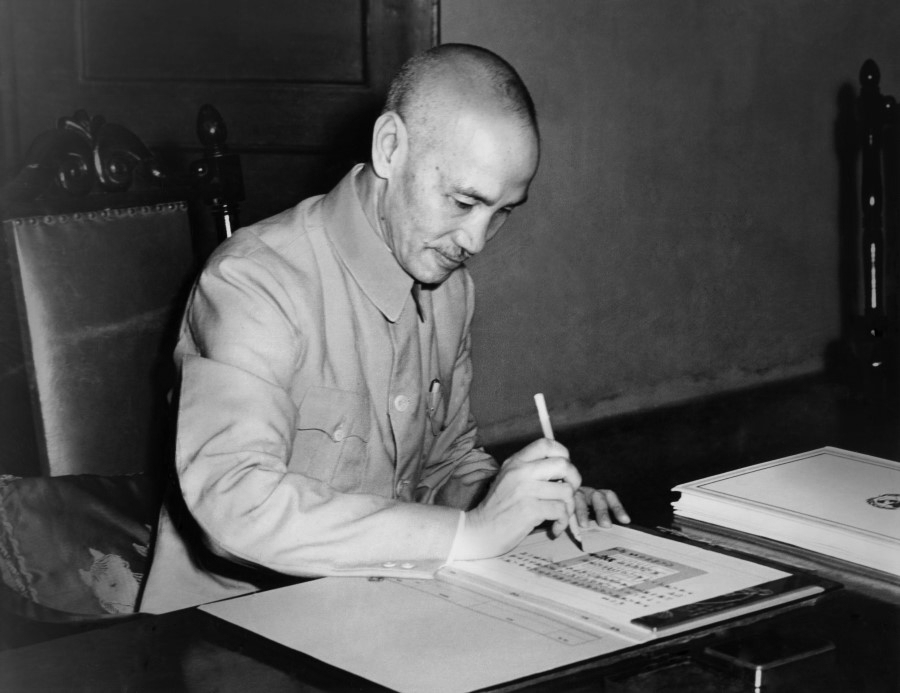
国際連合憲章に署名する蔣介石（1945年8月24日）

日中戦争中の1941年（民国30年）12月9日、中華民国（蔣介石率いる重慶政府）は日本・ドイツ・イタリアに宣戦布告し、連合国の一員として第二次世界大戦に参加した。1942年（民国31年）、イギリスとアメリカは中華民国との間の不平等条約を破棄し、中国における租界・領事裁判権・駐兵権・内河航行権などの特権を放棄した。
戦争終結直前の1945年（民国34年）8月14日、ソ連との間に中ソ友好同盟条約が締結された。同条約ではソ連が中国共産党や東トルキスタン共和国などを支援しないことを条件として中華民国が外蒙古（モンゴル人民共和国）の独立を承認することや、旅順港・大連港の租借権をソ連に与えることなどが明記された。終戦後はカイロ宣言・ポツダム宣言に基づき、中華民国は東北の支配回復・台湾の接収を実行した。また、国際連合（国連）には設立当初より加盟し、安全保障理事会の常任理事国の1つとなった。

### 台湾移転後

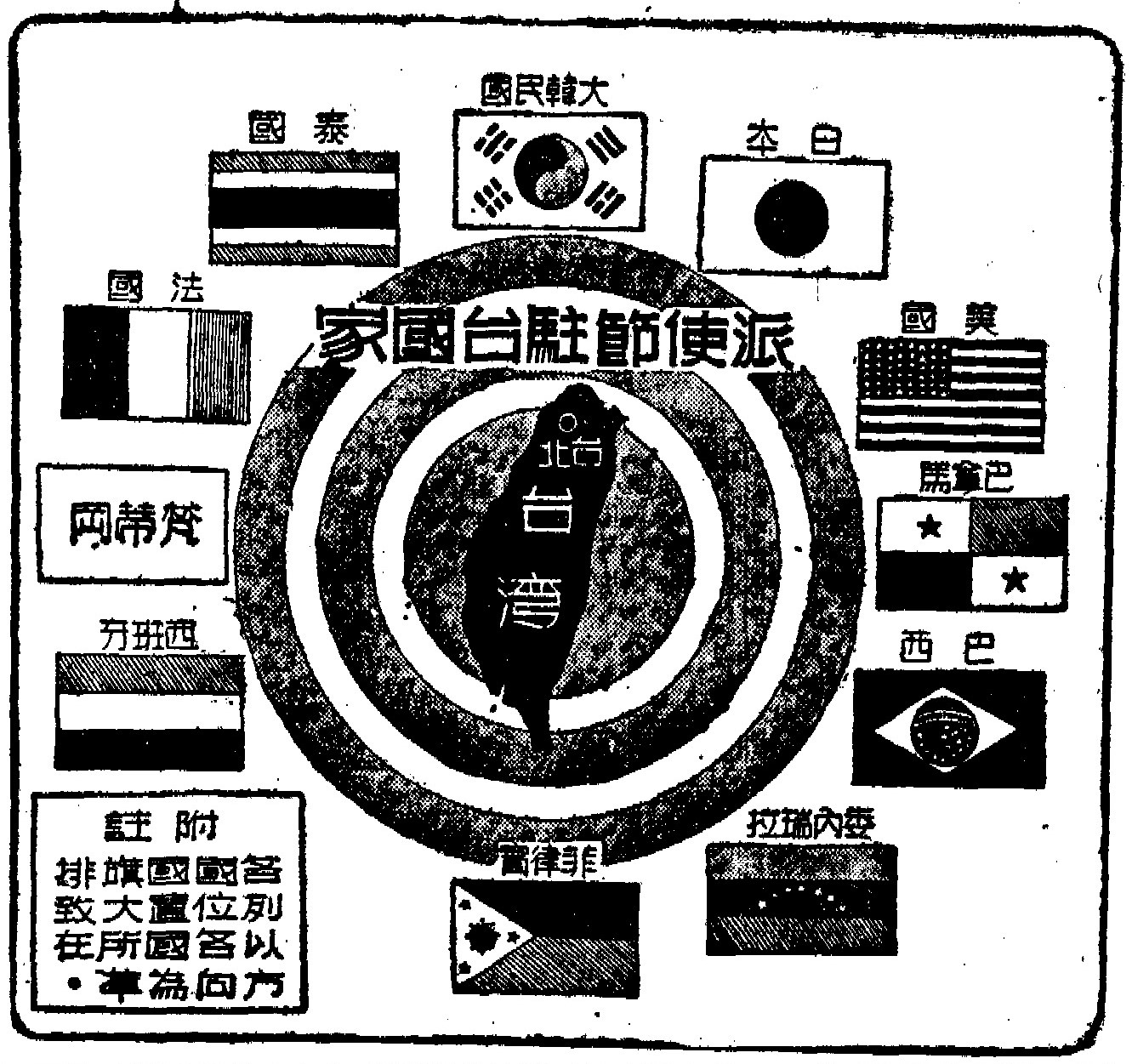
台湾に外交官を駐在させている国の一覧（中央日報 1953年1月9日号）

1949年（民国38年）、第二次国共内戦に敗れて中国大陸の統治権を失った中華民国政府は台湾に撤退したが、国連における「中国」の議席（代表権）を依然として保持していた。同年に成立した中華人民共和国は、ソ連をはじめとする東側諸国のみならず第三世界の国々との関係構築も進め、国連の代表権を中華民国から中華人民共和国へ交代させることを支持させた。

国連脱退直前（1970年）時点での中華民国の外交状況
中華民国（台湾地区）
中華民国と国交を有する国

1971年（民国60年）10月25日、「国連における中華人民共和国政府の代表権回復、蔣介石の代表（中華民国政府）の追放」を趣旨とする国連総会決議2758（アルバニア決議）が採択され、中華民国に代わって中華人民共和国が「中国」の代表権を獲得した。決議案の表決に先立ち、周書楷（外交部長）ら中華民国代表は「これ以上総会の審議に参加しない」旨を表明し、総会議場から退場した。翌10月26日には総統の蔣介石が「中華民国退出連合国告全国同胞書」を発表し、中華民国が国連を脱退したことが内外に宣言された。1993年（民国82年）以降、中華民国は国連に再加盟するための取り組みを続けているが、未だ実現に至っていない。国連代表権の交代以降、日本やアメリカをはじめとする多くの国々は中華民国と断交し、中華人民共和国との国交を樹立した。
このような国際情勢の変化を受けて、1975年（民国64年）に死去した蔣介石の跡を継いだ蔣経国政権の外交は、正式な国交よりも経済などの実質的な関係を重視する「弾性外交」と呼ばれる方針をとった。1988年（民国77年）に死去した蔣経国の跡を継いだ李登輝はこの路線をさらに発展させ、「中華民国」という名称にすら固執しない方針を打ち立てた。1989年（民国78年）に李登輝がシンガポールを訪問した際、シンガポール政府は李登輝を「台湾から来た総統（英: President from Taiwan）」と呼んだが、李登輝はこれを「不満だが受け入れることができる」とし、拒絶しなかった。この路線は後任の陳水扁にも継承された。
2008年（民国97年）に総統に就任した馬英九は「活路外交」を外交理念に掲げ、1992年（民国81年）に両岸の窓口機関間の協議で合意に至ったとされる、「（大陸・台湾の）双方とも『一つの中国』の原則を堅持する」という内容の「九二共識」に基づき、中華人民共和国との対立を避ける路線を推し進めた。中華民国・中華人民共和国のいずれとも正式な外交関係を築く「二重承認」については「九二共識から逸脱する行為」として否定的な考えを示した。馬英九が政権を握った8年間で、中華民国と断交して中華人民共和国との国交を樹立した国はガンビアのみであった。

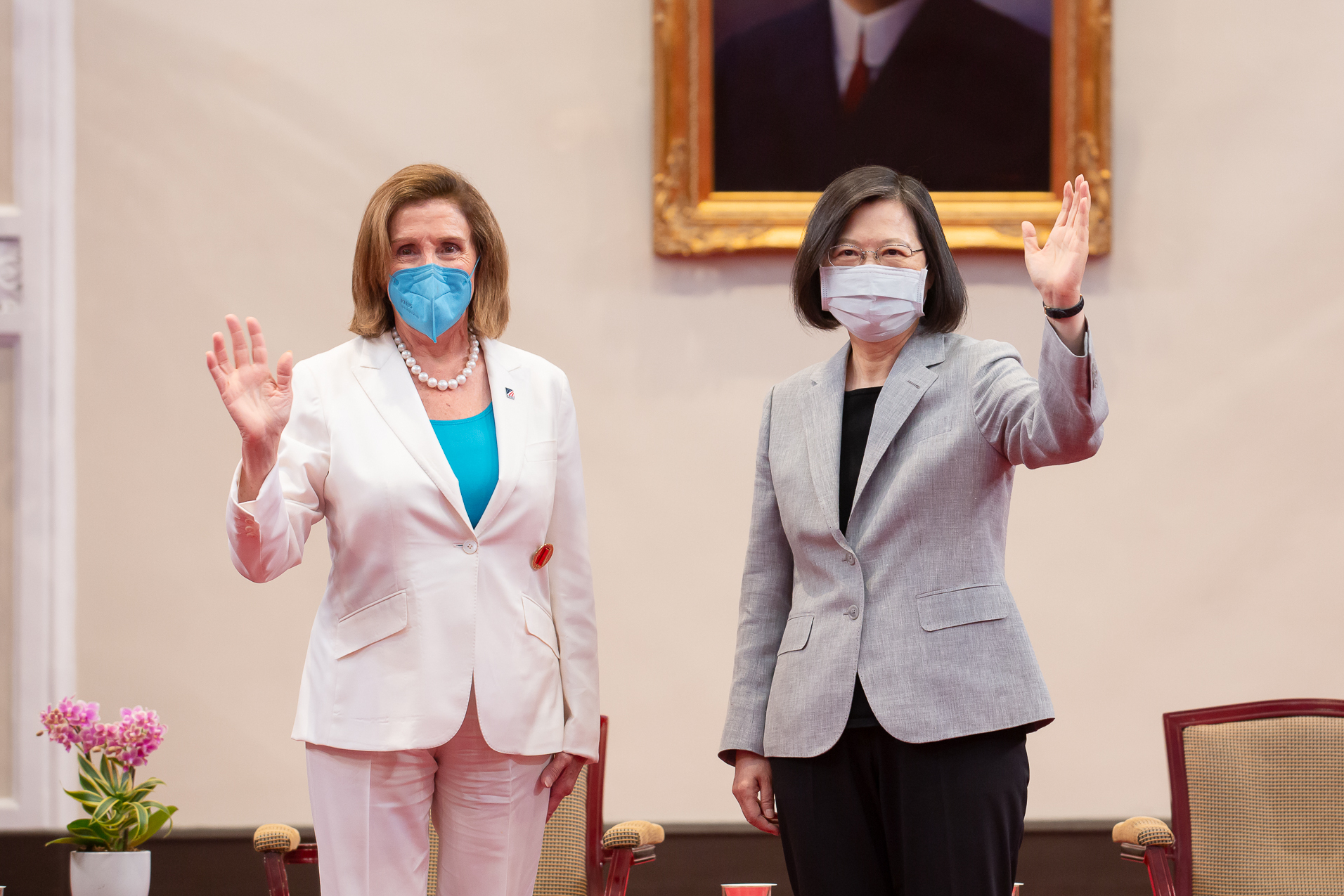
ナンシー・ペロシ（アメリカ下院議長）と蔡英文
（総統府にて、2022年8月3日）

2016年（民国105年）に総統に就任した蔡英文は「踏実外交（堅実な外交）」を外交理念に掲げ、「九二共識」の存在を認めず、国際社会における「台湾」の露出を高めることを目標とした。2023年（民国112年）3月26日、外交部長の呉釗燮は「二重承認」に反対しない姿勢を示した。蔡英文政権の政策に反発した中華人民共和国は、馬英九政権期には沈静化していた外交工作を再び活発化させた。蔡英文が政権を握った8年間で、合計10カ国が中華民国と断交して中華人民共和国との国交を樹立した。その一方で、米華間の高官による交流・相互訪問を促す台湾旅行法がアメリカで制定されるなど、欧米や日本などの西側諸国との関係を強化させるという実績も残した。
2024年（民国113年）12月現在、世界中のほとんどの国は中華民国との正式な外交関係を有さないが、「台北経済文化代表処」などの名称で58カ国（2024年12月現在）に事実上の中華民国在外公館（形式上は民間組織）が設置されている。
2024年現在、中華民国旅券は所持者がビザなしで渡航できる国・地域の数が141で、世界33位である。

## 国交を有する国との関係
現在、中華民国は11の国際連合加盟国およびバチカン（国連オブザーバー）と国交を有している。なお、中華民国は国交を有する全ての国に大使館を設置している。

### ヨーロッパ

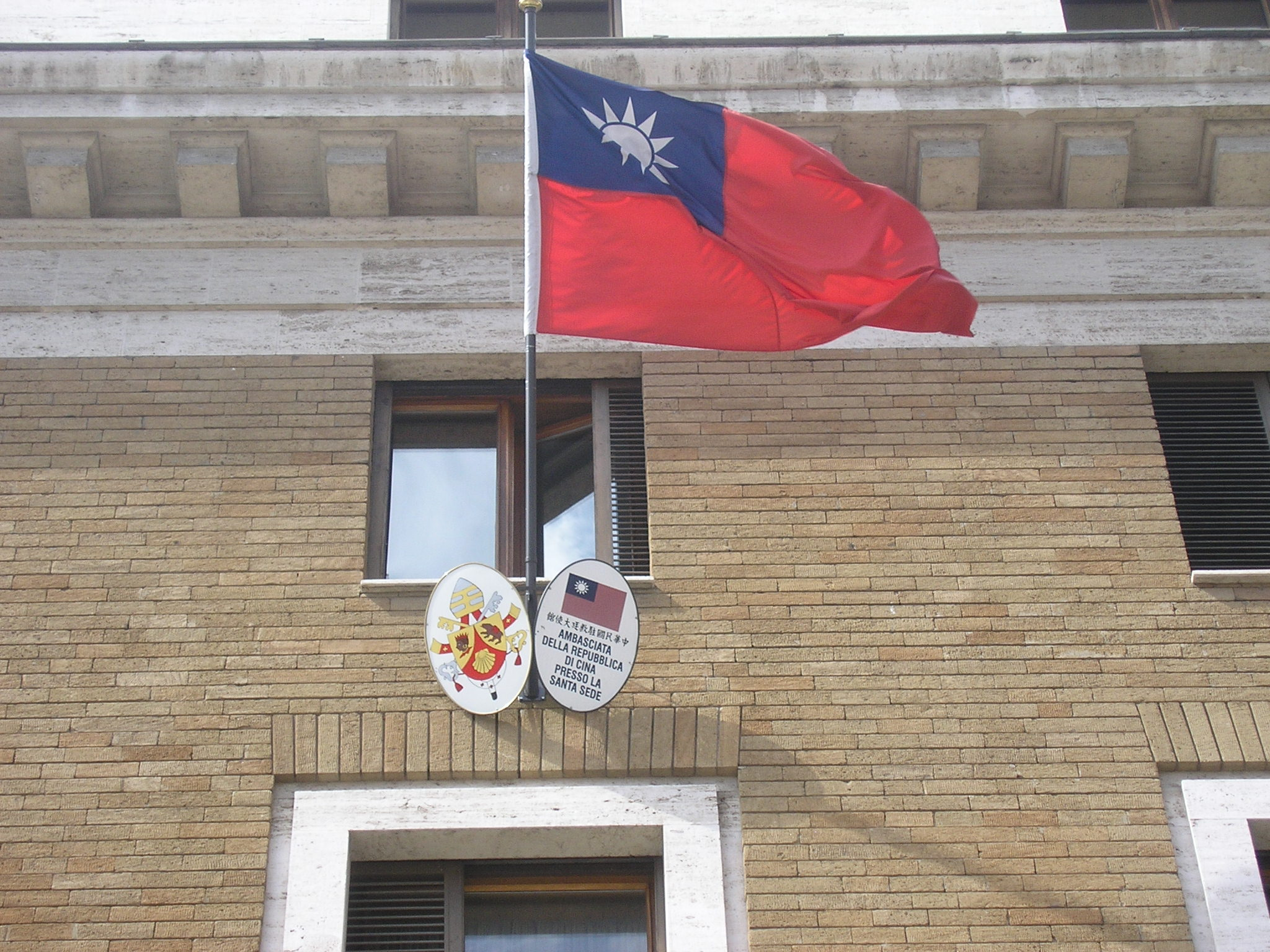
在バチカン中華民国大使館

- バチカン - 1942年7月に国交樹立[34]

2001年6月18日にマケドニア（現：北マケドニア）と断交して以降、バチカンはヨーロッパで唯一中華民国との国交を有する国である。国土が非常に狭いというバチカンの特性上、在バチカン中華民国大使館はイタリアのローマ市内に設置されている。中華民国政府の台湾移転に伴い、駐中国ローマ教皇庁公使館も1952年に台北に移転した。1971年10月25日に中華民国が国連を脱退するとローマ教皇庁（法王庁）は駐中国大使を召還し、以降は臨時代理大使を台北に常駐させている。
1997年に副総統兼行政院長の連戦が訪問したのを皮切りに、2005年には陳水扁（総統）、2013年には馬英九（総統）といった高官がバチカンを訪れている。

### アフリカ

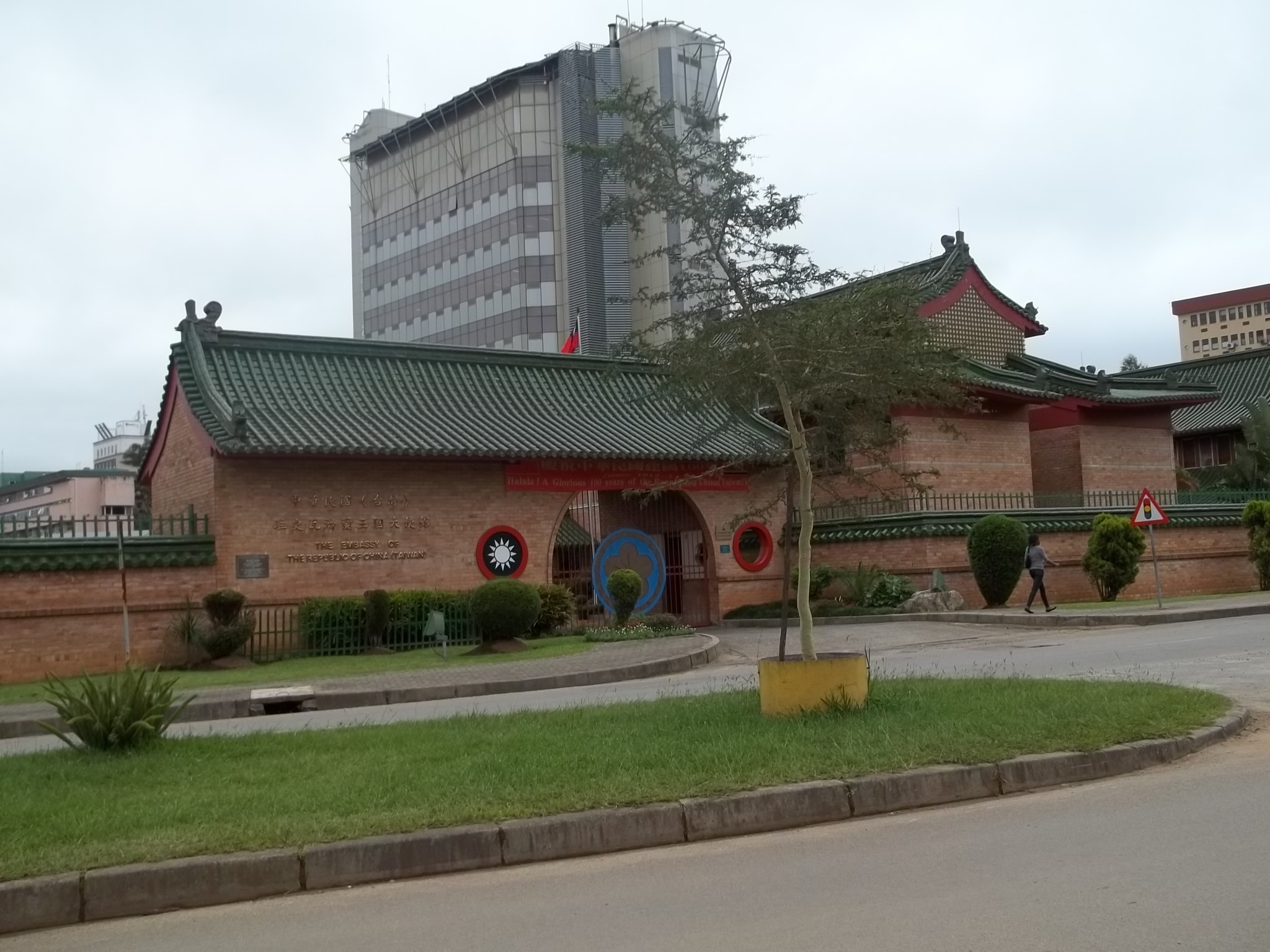
在エスワティニ中華民国大使館

- エスワティニ -1968年9月6日に国交樹立[40]

2018年5月24日にブルキナファソと断交して以降、エスワティニはアフリカで唯一中華民国との国交を有する国である。エスワティニはイギリスより独立した日から一貫して中華民国との外交関係を保持している。

### オセアニア
- マーシャル諸島 - 1998年11月20日に国交樹立[42]
- パラオ - 1999年12月29日に国交樹立[42]
- ツバル - 1979年9月19日に国交樹立[42]

オセアニアは従来アメリカやオーストラリアといった地域大国の勢力圏であったが、近年は中華人民共和国も影響力を増大させており、2017年には同国のオセアニアへの資金供与額が第2位になった。フィジーとパプアニューギニアは中華民国と正式な国交を有さないながら、国名を冠した中華民国駐フィジー商務代表団と中華民国（台湾）駐パプアニューギニア商務代表団が設置されていたが、中華人民共和国の圧力を受けてそれぞれ「駐フィジー台北商務弁事処」と「駐パプアニューギニア台北経済文化弁事処」に改称されている。
1983年より中華民国との国交を維持していたソロモン諸島では、2019年9月16日、マナセ・ソガバレ首相が経済援助を目的に中華人民共和国との国交を樹立し、中華民国と断交した。しかし、2021年11月には中華民国との断交に反発した野党支持者などが首都ホニアラで暴動を起こして中華街を襲撃し、3人が死亡した。ソロモン諸島との断交から4日後の2019年9月20日にはキリバス、総統選挙で頼清徳が当選した2日後の2024年1月15日にはナウルが中華民国と断交した。
中華人民共和国はパラオに対しても、パラオが観光業が国内総生産（GDP）の約半数を占めており、訪問客の多くを中華人民共和国民が占めていることを利用して圧力をかけ続けている。これに対し、パラオのスランゲル・ウィップス・ジュニア大統領は「中国は観光を武器化し、台湾との外交関係を断つよう圧力をかけてきている」と非難し、中華民国との関係を維持する方針を表明している。
1993年以降、中華民国は太平洋諸島フォーラムに「開発パートナー」として「台湾/中華民国（Taiwan / Republic of China）」の名義で参加しており、開発援助や奨学金などの分野で協力している。

### 中央アメリカ

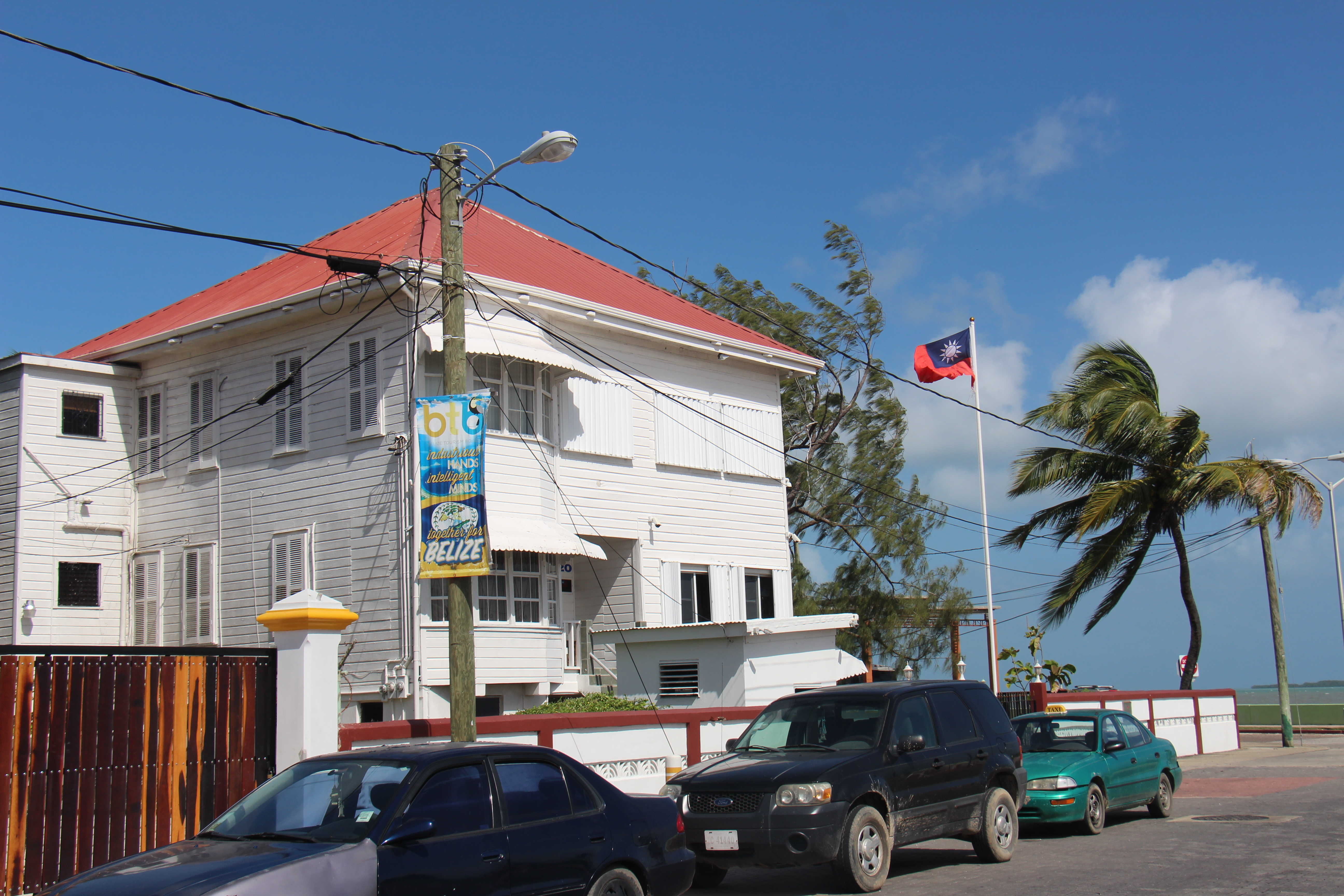
在ベリーズ中華民国大使館

- ベリーズ - 1989年10月13日に国交樹立[54]
- グアテマラ - 1933年6月15日に国交樹立[55]

1990年11月5日にニカラグアと国交を回復して以降、中央アメリカの7カ国（ベリーズ・グアテマラ・エルサルバドル・ホンジュラス・ニカラグア・コスタリカ・パナマ）は全て中華民国と国交を有していた。2007年にはコスタリカが経済援助を目的に中華人民共和国と国交を樹立して中華民国と断交したが、その後10年は断交は発生しなかった。しかし、蔡英文政権期になるとパナマ（2017年）、エルサルバドル（2018年）、ニカラグア（2021年）、ホンジュラス（2023年）が相次いで断交し、現在も国交が続いているのはベリーズとグアテマラのみである。
1999年、中華民国は中央アメリカ諸国の国際機関の中米統合機構の立法機関である中央アメリカ議会にオブザーバーとして参加し、2002年には中米統合機構自体にも域外オブザーバーとして参加した。しかし、2023年8月21日に中央アメリカ議会にて「中華民国に代わって中華人民共和国をオブザーバーとする」という内容の議案が採択され、これに強く抗議した中華民国政府は翌8月22日に同議会からの脱退を表明した。

### カリブ海地域

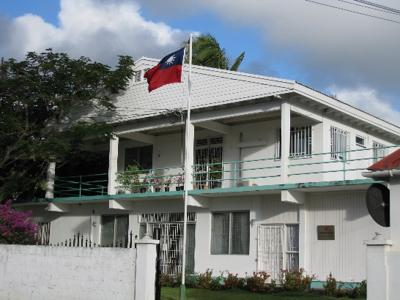
在セントクリストファー・ネイビス中華民国大使館

- ハイチ - 1956年4月25日に国交樹立[56]
- セントクリストファー・ネイビス - 1983年10月9日に国交樹立[56]
- セントルシア - 1984年5月7日に国交樹立、1997年8月29日に断交、2007年4月30日に国交回復[56]
- セントビンセント・グレナディーン - 1981年8月15日に国交樹立[56]

カリブ海地域も中央アフリカと並んで中華民国の勢力が比較的強い地域であるが、その地位も近年は不安定になっている。セントルシアのアレン・シャスネ首相は2016年8月にプライベートで中国大陸を訪問し、帰路に台湾に立ち寄って国家安全会議上層部に中国大陸での自らの活動について報告した。報告の中でシャスネは、今回の大陸訪問は単なるビジネス目的であり、セントルシアと中華民国の友好関係に悪影響を及ぼすものではないと断言した。同時期にセントビンセント・グレナディーンの野党である新民主党党首で前首相のアーニム・ユースタスは記者会見を開き、自党が政権を奪取した暁には中華人民共和国との国交を樹立することを表明した。2018年5月1日にはドミニカ共和国が中華民国と断交した。また、政情が不安定なハイチについて、外交部長の呉釗燮は2024年3月20日に「我が国との関係への影響があるかどうか、現地の大使館職員が情勢を注意深く注視している。今のところ、外交関係に問題が起こる兆候はない」と述べた。

### 南アメリカ
- パラグアイ - 1957年7月12日[56]

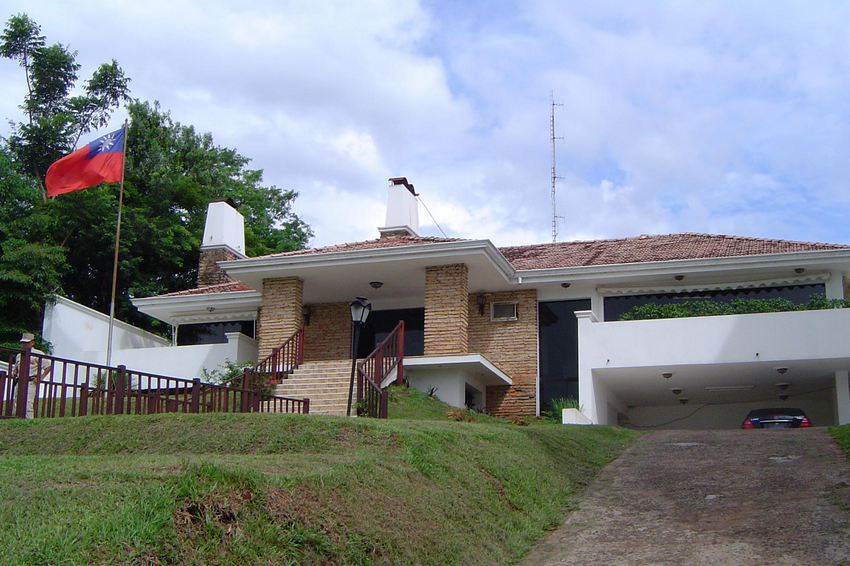
在シウダー・デル・エステ中華民国総領事館

1988年2月4日にウルグアイと断交して以降、パラグアイは南アメリカで唯一中華民国との国交を有する国である。両国は1957年に国交を樹立して大使館を設置し、1988年12月12日には在シウダー・デル・エステ中華民国総領事館が設置された。なお、これは現存する唯一の中華民国総領事館である。2019年1月19日、パラグアイの経済・インフラ・教育などの発展のための総額約1.5億米ドルの投資に関する協定が両国間で締結された。

### 過去に国交を有していた国
| 過去に中華民国と国交を有していた国の一覧    | 過去に中華民国と国交を有していた国の一覧        |
| 国名                                        | 期間                                            |
| ------------------------------------------- | ----------------------------------------------- |
| アフガニスタン                              | 1944年 - 1950年                                 |
| アルゼンチン                                | 1945年 - 1972年                                 |
| オーストラリア                              | 1941年 - 1972年                                 |
| オーストリア＝ハンガリー帝国 / オーストリア | 1913年 - 1917年 1919年 - 1938年 1946年 - 1971年 |
| バハマ                                      | 1989年 - 1997年                                 |
| ベルギー                                    | 1913年 - 1971年                                 |
| ボリビア                                    | 1919年 - 1985年                                 |
| ボツワナ                                    | 1966年 - 1974年                                 |
| ブラジル                                    | 1913年 - 1974年                                 |
| オートボルタ / ブルキナファソ               | 1961年 - 1973年 1994年 - 2018年                 |
| ビルマ                                      | 1947年 - 1950年                                 |
| カンボジア / クメール                       | 1953年 - 1958年 1970年 - 1975年                 |
| カメルーン                                  | 1960年 - 1971年                                 |
| カナダ                                      | 1913年 - 1970年                                 |
| 中央アフリカ                                | 1962年 - 1964年 1968年 - 1976年 1991年 - 1998年 |
| 象牙海岸                                    | 1963年 - 1983年                                 |
| チャド                                      | 1962年 - 1972年 1997年 - 2006年                 |
| チリ                                        | 1915年 - 1970年                                 |
| コロンビア                                  | 1941年 - 1980年                                 |
| コンゴ共和国                                | 1960年 - 1964年                                 |
| コンゴ民主共和国 / ザイール                 | 1960年 - 1972年                                 |
| コスタリカ                                  | 1941年 - 2007年                                 |
| キューバ                                    | 1913年 - 1960年                                 |
| チェコスロバキア                            | 1931年 - 1949年                                 |
| ダホメ                                      | 1962年 - 1964年 1966年 - 1973年                 |
| デンマーク                                  | 1913年 - 1950年                                 |
| ドミニカ国                                  | 1983年 - 2004年                                 |
| ドミニカ共和国                              | 1941年 - 2018年                                 |
| エクアドル                                  | 1946年 - 1971年                                 |
| エジプト                                    | 1935年 - 1956年                                 |
| エルサルバドル                              | 1941年 - 2018年                                 |
| エストニア                                  | 1937年 - 1940年                                 |
| フィンランド                                | 1926年 - 1932年                                 |
| フランス                                    | 1913年 - 1964年                                 |
| ガボン                                      | 1960年 - 1974年                                 |
| ガンビア                                    | 1968年 - 1974年 1995年 - 2013年                 |
| ドイツ                                      | 1913年 - 1917年 1921年 - 1941年                 |
| ギリシャ                                    | 1929年 - 1972年                                 |
| グレナダ                                    | 1989年 - 2005年                                 |
| ギニアビサウ                                | 1990年 - 1998年                                 |
| ホンジュラス                                | 1941年 - 2023年                                 |
| インド                                      | 1942年 - 1949年                                 |
| イラン                                      | 1920年 - 1971年                                 |
| イラク                                      | 1942年 - 1958年                                 |
| イタリア                                    | 1913年 - 1941年 1944年 - 1970年                 |
| ジャマイカ                                  | 1962年 - 1972年                                 |
| 日本                                        | 1913年 - 1937年 1952年 - 1972年                 |
| ヨルダン                                    | 1957年 - 1977年                                 |
| キリバス                                    | 2003年 - 2019年                                 |
| クウェート                                  | 1963年 - 1971年                                 |
| ラオス                                      | 1958年 - 1962年                                 |
| ラトビア                                    | 1933年 - 1940年                                 |
| レバノン                                    | 1954年 - 1971年                                 |
| レソト                                      | 1966年 - 1983年 1990年 - 1994年                 |
| リベリア                                    | 1957年 - 1977年 1989年 - 1993年 1997年 - 2003年 |
| リビア                                      | 1959年 - 1971年                                 |
| リトアニア                                  | 1921年 - 1940年                                 |
| ルクセンブルク                              | 1949年 - 1972年                                 |
| マケドニア                                  | 1999年 - 2001年                                 |
| マダガスカル                                | 1960年 - 1972年                                 |
| マラウイ                                    | 1966年 - 2008年                                 |
| マレーシア                                  | 1964年 - 1974年                                 |
| メキシコ                                    | 1913年 - 1972年                                 |
| モンゴル人民共和国                          | 1946年 - 1949年                                 |
| ナウル                                      | 1980年 - 2002年 2005年 - 2024年                 |
| オランダ                                    | 1913年 - 1950年                                 |
| ニュージーランド                            | 1961年 - 1972年                                 |
| ニカラグア                                  | 1930年 - 1985年 1990年 - 2021年                 |
| ニジェール                                  | 1963年 - 1974年 1992年 - 1996年                 |
| ノルウェー                                  | 1913年 - 1950年                                 |
| パキスタン                                  | 1947年 - 1950年                                 |
| パナマ                                      | 1912年 - 2017年                                 |
| ペルー                                      | 1913年 - 1971年                                 |
| フィリピン                                  | 1946年 - 1975年                                 |
| ポーランド                                  | 1929年 - 1949年                                 |
| ポルトガル                                  | 1913年 - 1975年                                 |
| パプアニューギニア                          | 1999年7月5日 - 7月21日                          |
| サントメ・プリンシペ                        | 1997年 - 2016年                                 |
| ルーマニア                                  | 1939年 - 1941年                                 |
| サウジアラビア                              | 1946年 - 1990年                                 |
| セネガル                                    | 1969年 - 1972年 1996年 - 2005年                 |
| シンガポール                                | 1963年 - 1971年                                 |
| ソロモン諸島                                | 1983年 - 2019年                                 |
| 南アフリカ                                  | 1976年 - 1998年                                 |
| 大韓民国                                    | 1949年 - 1992年                                 |
| ベトナム共和国                              | 1955年 - 1975年                                 |
| ロシア帝国 / ソビエト連邦                   | 1913年 - 1949年                                 |
| スペイン                                    | 1913年 - 1973年                                 |
| セイロン                                    | 1948年 - 1950年                                 |
| スウェーデン                                | 1913年 - 1950年                                 |
| スイス                                      | 1913年 - 1950年                                 |
| タイ                                        | 1946年 - 1975年                                 |
| トーゴ                                      | 1960年 - 1972年                                 |
| トンガ                                      | 1972年 - 1998年                                 |
| トルコ                                      | 1934年 - 1971年                                 |
| イギリス                                    | 1913年 - 1950年                                 |
| アメリカ                                    | 1913年 - 1979年                                 |
| ウルグアイ                                  | 1957年 - 1988年                                 |
| バヌアツ                                    | 2004年11月3日 - 11月10日                        |
| ベネズエラ                                  | 1941年 - 1974年                                 |

- 旧アメリカ大使館（南京）
- 旧イギリス大使館（南京）
- 旧フランス大使館（南京）
- 旧メキシコ大使館（南京）
- 旧ソビエト連邦大使館（重慶）

## 国交を有さない国・地域との関係

### アメリカ
1913年5月2日、アメリカは中華民国臨時政府を承認して国交を樹立した。国民政府による北伐完了後の1928年7月25日には米中関税条約がアメリカ政府と国民政府との間で締結され、国民政府が中華民国の政府として承認された。第二次世界大戦（日中戦争）ではともに連合国として協力し、米英ソによる蔣介石政権支援（援蔣ルートなど）が行われた。

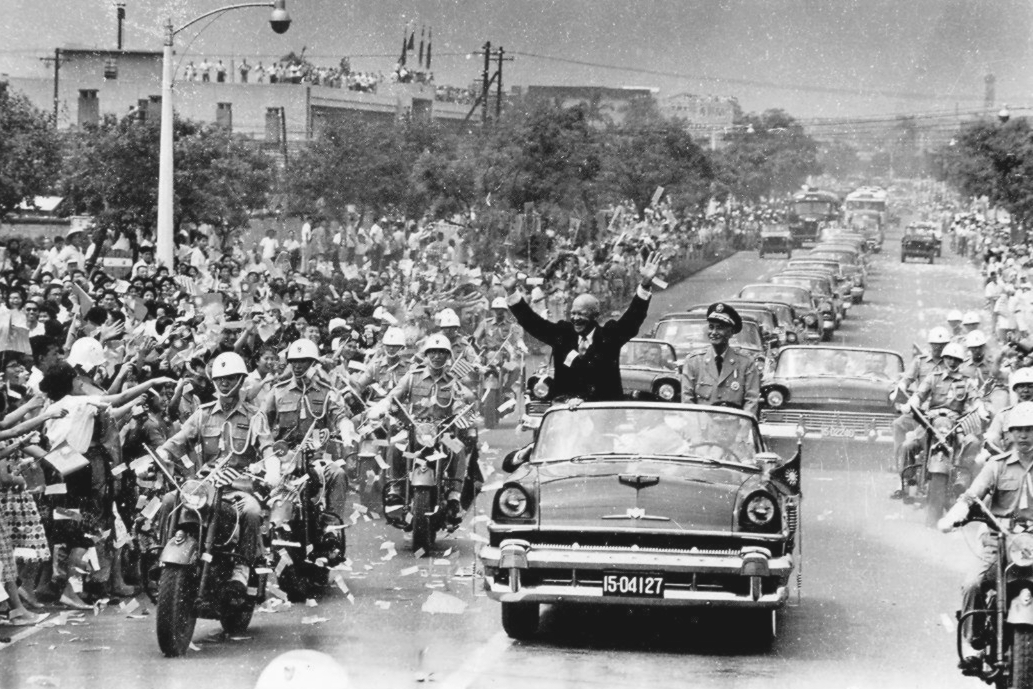
台北市民に歓迎されるドワイト・D・アイゼンハワー（アメリカ大統領）と蔣介石（1960年6月18日）

日中戦争終結後の国共内戦における中華民国政府側の劣勢により、アメリカは中華民国政府への軍事支援を打ち切って中国情勢への介入を終了した。しかし、朝鮮戦争以後、共産主義の拡大を恐れたアメリカはそれまでの台湾海峡不介入政策を撤回し、中華民国への軍事的・経済的な支援を再開させた。1954年には米華相互防衛条約を締結し、台湾・澎湖への武力攻撃があった場合にはアメリカ軍が介入することが規定された。しかしながら、国共内戦の再発やそれに伴う第三次世界大戦の勃発を恐れるアメリカは、蔣介石が唱える「大陸反攻」には否定的であった。
1972年2月にアメリカ大統領のリチャード・ニクソンが中華人民共和国を訪問して上海コミュニケ（米中共同声明）を発表し、1979年1月1日にアメリカは中華民国と断交して中華人民共和国との国交を正式に樹立した。これに伴って米華相互防衛条約も失効したが、同年4月10日にアメリカ国内法として台湾関係法が制定された。同法の制定により、台湾への武器供与といった安全保障や、米台間の経済的・文化的交流などに関する規定が明文化された。また、同年に民間組織として米国在台湾協会と北米事務協調委員会（現：台湾米国事務委員会。在アメリカ事務所の名称は台北駐米経済文化代表処）が設置され、事実上の在外公館として機能している。
アメリカ政府は、上海コミュニケや台湾関係法に記されているように、中華人民共和国による武力を用いての中国統一（台湾解放）については反対する立場を明確にしている。その一方で「台湾独立」には慎重な立場を示しており、ジョー・バイデン大統領は2024年中華民国総統選挙での頼清徳の当選を受けて「台湾の独立を支持しない」と改めて強調した。

### 日本
1913年10月6日、日本は中華民国臨時政府を承認して国交を樹立した。
1914年に第一次世界大戦が開戦すると、日英同盟に基づいて日本も参戦し、ドイツに宣戦布告して膠州湾租借地（青島）を占領した。1915年1月18日、日本は北洋政府に5号21カ条の要求を提示した。この要求には「ドイツが山東省に持っていた権益を日本が継承すること」「関東州の租借期限と南満洲鉄道・安奉鉄道の権益期限を99年に延長すること」「中国政府の顧問として日本人を雇用すること」などの内容が含まれていた。交渉の末に「政府への日本人顧問の雇用」などが含まれる第5号条項は棚上げにされ、残りの16カ条が条約および交換公文として締結された。戦後、中華民国は戦勝国としてパリ講和会議に出席した。会議にて中華民国代表の顧維鈞らは旧ドイツ権益の還付を求めたが受け入れられず、北京では大規模なデモ（五四運動）が発生した。これを受けて中華民国はヴェルサイユ条約への調印を拒否した。最終的に、ワシントン会議を経て1922年2月4日に山東懸案解決に関する条約が締結され、旧ドイツ権益の大部分が中華民国に還付されたことで山東問題は一応の解決を見た。

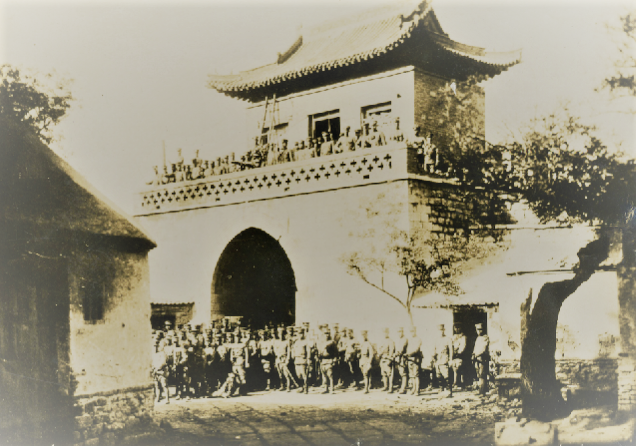
済南を占領した日本軍（1928年5月）

1926年、蔣介石率いる国民革命軍による北伐が開始された。満洲（東北）における日本権益を守りたい田中義一政権は、北伐を妨害するため、1927年から1928年にかけて3度にわたり「在留邦人の保護」という名目で山東省への派兵を行った。派兵中の1928年5月1日、国民革命軍が山東省の済南に入城した。当初、両軍は緊張状態にこそあったものの平穏を保っていたが、5月3日に起こった小衝突をきっかけに本格的な戦闘に発展した（済南事件）。衝突の際には日中双方の官民に対する虐殺が発生したとされ、中国人の反日感情増大にも繋がった。蔣介石は撤退して済南を迂回して北進することを決定し、5月11日には日本軍が済南を完全に占領した。6月に開始した和平交渉は翌1929年3月28日に協定が調印されたことで終結し、5月13日に日本軍が済南から撤退した。また、同年6月3日には国民政府が中華民国の政府として日本から正式に承認された。
浜口内閣の下で幣原外交が行われていた1930年5月6日、日華関税協定が締結され、日本は中華民国の関税自主権を承認した。10月31日には、それまで1913年の閣議決定に従って中華民国の呼称を「支那」としていたのを、原則として「中華民国」を使用することが閣議決定された。
1931年9月18日、柳条湖事件をきっかけとして満洲事変が勃発した。満洲を占領した関東軍は、1932年3月1日、愛新覚羅溥儀を執政に据えて満洲国を建国した。1933年5月31日には日中両軍の間で塘沽停戦協定が締結され、国民政府は満洲国の存在を黙認した。

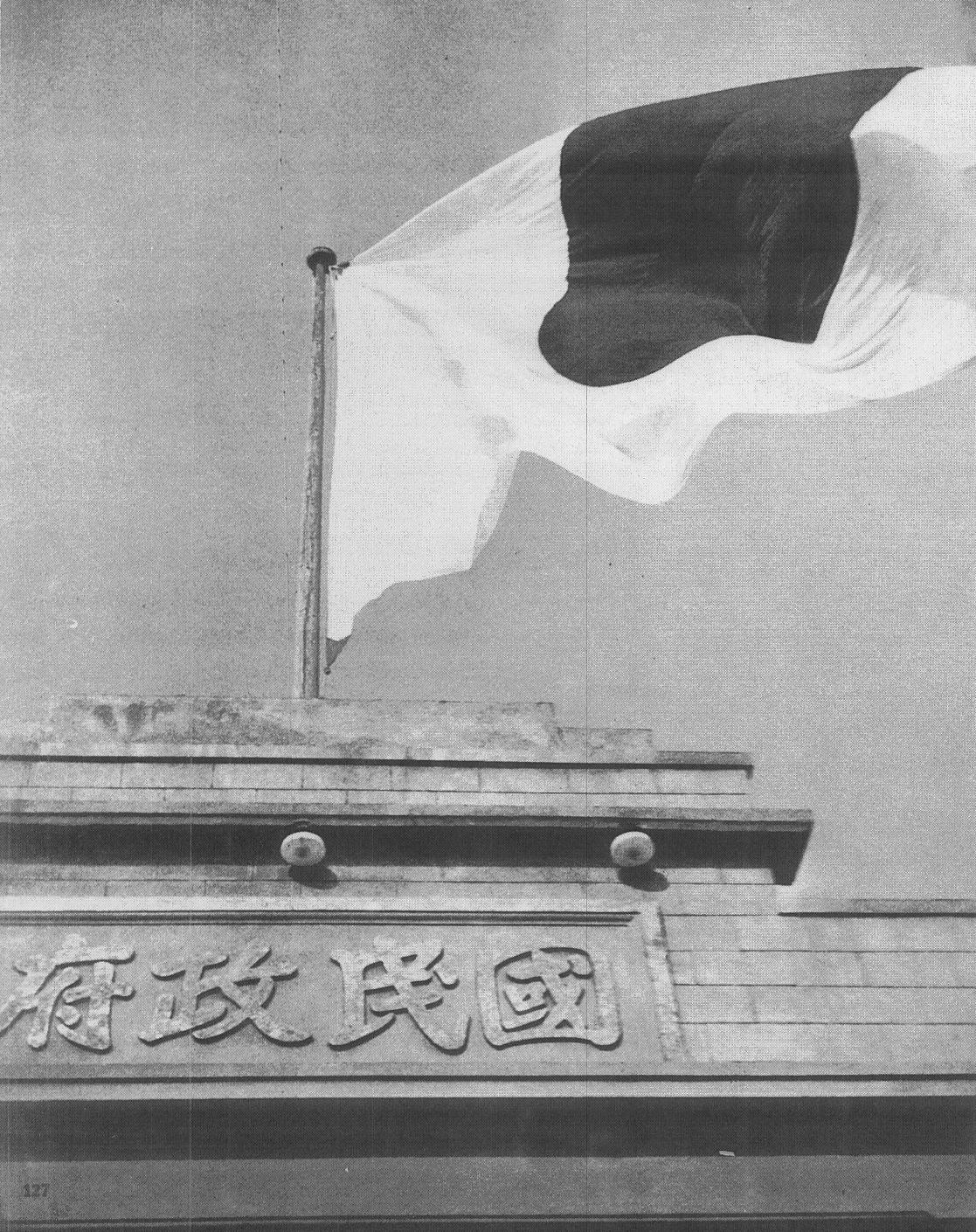
南京の国民政府正門に掲げられる日本の国旗

1937年7月7日、盧溝橋事件をきっかけとして日中戦争が勃発した。1938年1月16日に日本の近衛文麿首相が発表した「第一次近衛声明」によって蔣介石政権（重慶政府）との和平交渉は打ち切られ、日本は1940年11月30日に汪兆銘政権（南京政府）と日華基本条約を締結し、汪兆銘政権を中華民国の正式な中央政府として承認した。真珠湾攻撃直後の1941年12月9日、重慶政府は日本に対して正式に宣戦を布告した。
1945年8月14日、日本がポツダム宣言を受諾して連合国に降伏し、日中戦争も終結した。10月25日、国民政府はポツダム宣言第8条に基づいて日本領台湾を接収した。
戦後、サンフランシスコ講和会議に招かれなかった中華民国は1952年4月28日に単独で日華平和条約を締結し、両国間の国交が回復した。
1960年代初頭、中華人民共和国との経済的な繋がりを強めつつあった池田勇人政権に対して中華民国は不信感を強め、1963年9月18日に池田が中華民国の「大陸反攻」政策に否定的な発言をしたことを受けて駐日大使の張厲生を召還する事態になった。さらに、10月には中共訪日団員の周鴻慶が台湾への亡命を希望した後に中国大陸へ送還された「周鴻慶事件」が発生し、日華関係はさらに悪化した。1964年2月23日、日華関係の修復のために元首相の吉田茂が私人として訪台し、蔣介石と会談を行った。6月には魏道明が駐日大使に着任し、7月には大平正芳外相の訪台、8月には張群総統府秘書長の訪日、と要人の往来が活発に行われ、断交の危機は免れた。
1970年に開催された日本万国博覧会（大阪万博）には中華民国も参加し、7月10日の中華民国ナショナル・デーには副総統の厳家淦が出席した。
1972年9月29日に日本と中華人民共和国が国交を樹立（日中国交正常化）し、中華民国と断交した。在中華民国日本国大使館の代替として交流協会（現：日本台湾交流協会）、在日本国中華民国大使館の代替として亜東関係協会（現：台湾日本関係協会。在日本事務所の名称は台北駐日経済文化代表処）がそれぞれ民間組織として同年12月1日に設立され、翌1973年には台北と東京に双方の事務所が設置された。

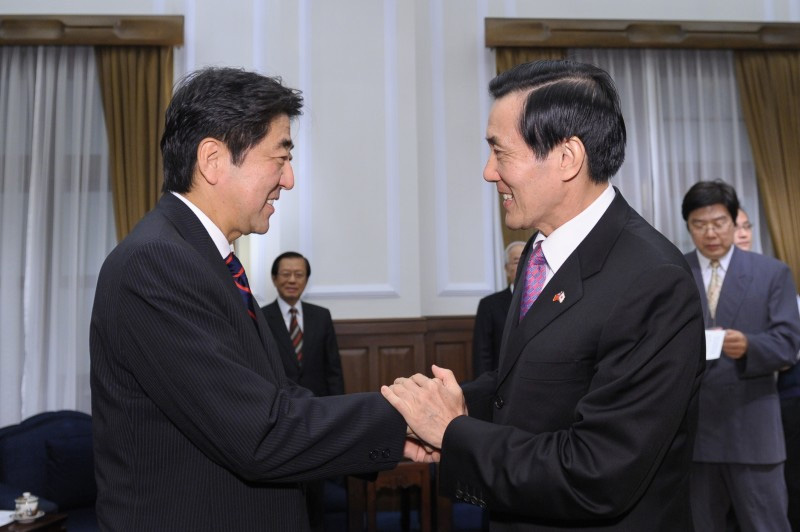
安倍晋三と馬英九（2010年10月31日）

1990年代の李登輝政権期以降、日台間の交流はさらに活発になり、政府要人の往来も頻繁に行われている。1999年9月に発生した921大地震（台湾大地震）に際し、同年11月、断交後の都知事として初めて石原慎太郎が訪台。李登輝の対日関係強化戦略に基づき「日台の公的交流の実情の格上げを図った」ものと考えられた。

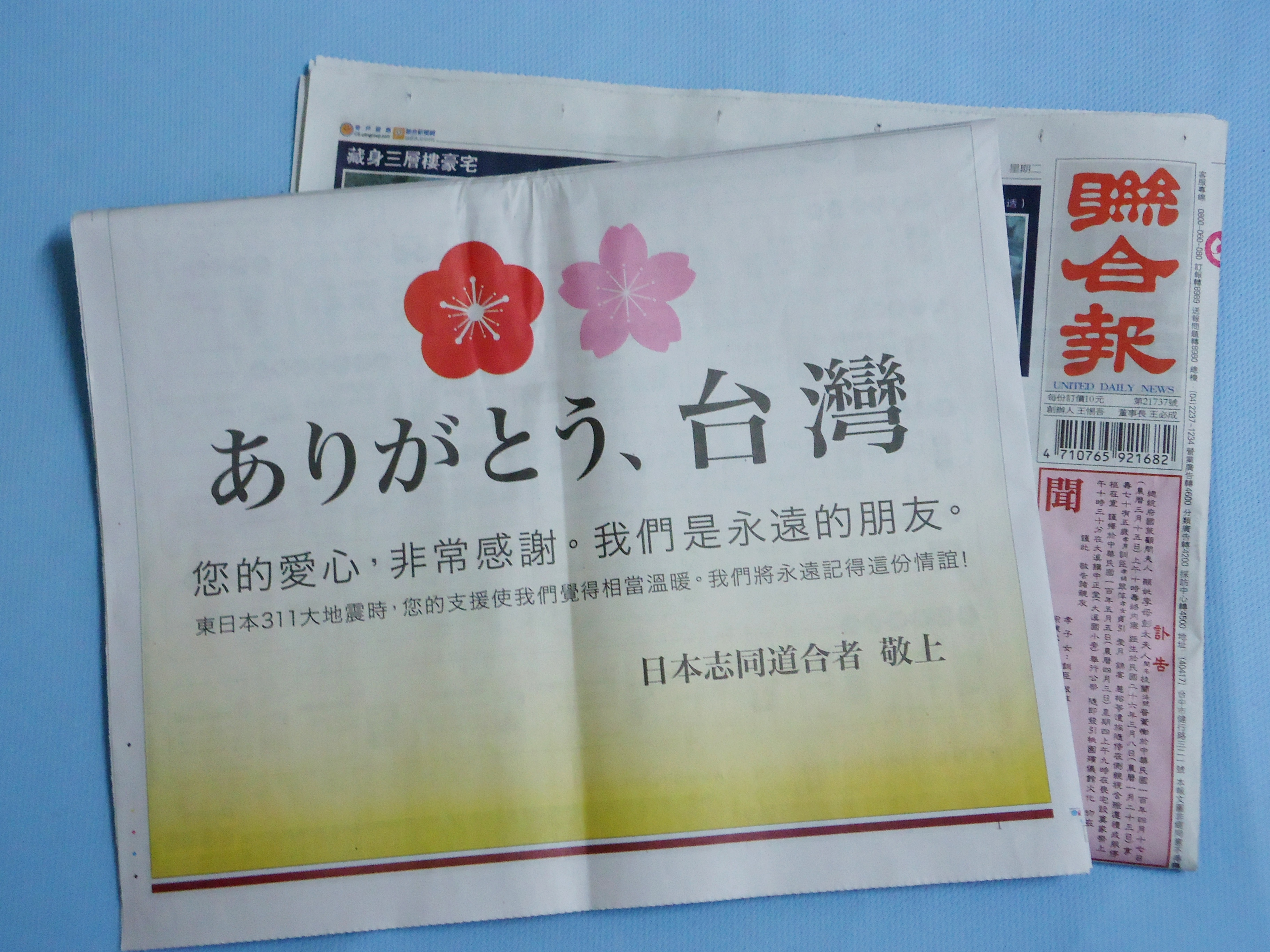
日本民間人有志によって台湾の新聞に掲載された感謝広告（聯合報 2011年5月3日号）

2011年の東日本大震災における台湾からの義捐金は2014年末の時点で250億円を超え、世界最高額であった。中華民国政府は震災発生当日中に救助隊派遣の用意をしたが、2日間の待機の末、3月14日に日本入りした。これについて中華民国側は、中華人民共和国への配慮があったと受け止めた。このように多くの支援が集まったのは、1999年の台湾大地震の際に日本から受けた支援に対する「恩返し」という意識があったためとされている。震災から1年後の3月11日に行われた東日本大震災1周年追悼式には台北駐日経済文化代表処の羅坤燦駐日副代表が出席したが、日本政府は羅坤燦を来賓ではなく一般客として扱い、指名献花からも外した。当時野党だった自由民主党は政府を批判し、安倍晋三が政権を奪還した後に行われた2周年追悼式では羅坤燦を来賓として扱い、指名献花にも加えた。
2013年4月10日、交流協会と亜東関係協会の間の協定という形式で日台漁業取り決めが締結され、尖閣諸島周辺の海域における台湾漁船の操業が認められた。
2024年7月18日、日本の海上保安庁と中華民国の海巡署が千葉県房総半島沖で海難救助の合同訓練を実施した。これは1972年の断交以降初の両国による合同訓練であった。
2024年9月9日に駐日代表に就任した李逸洋は、産経新聞の単独インタビューで「日台関係は史上最良の時期にある」と語った。

### 大韓民国
1919年4月11日、李承晩を大統領とする大韓民国臨時政府が中華民国の上海で発足した。大韓民国臨時政府は中華民国国民政府の支援を受けて活動し、日中戦争中は国民政府に従って重慶に拠点を移した。
1948年8月15日、朝鮮半島南部を統治する大韓民国が成立し、1949年1月4日に中華民国と大韓民国は国交を樹立した。同日に在大韓民国中華民国大使館がソウルに設置され、8月25日には台湾省草山管理局北投鎮（現：台北市北投区）に在中華民国大韓民国大使館が設置された。
1949年8月、当時総統職を辞任していた蔣介石は韓国を訪問し、李承晩大統領と反共政策に関する会談を行った。朝鮮戦争休戦後の1953年11月には李承晩が台湾を訪問し、蔣介石と共同声明を発表してアジアにおける「反共連合戦線」の設立を訴えた。ともに反共を国是としていた両国は、その後も極めて親密な関係であり続けた。

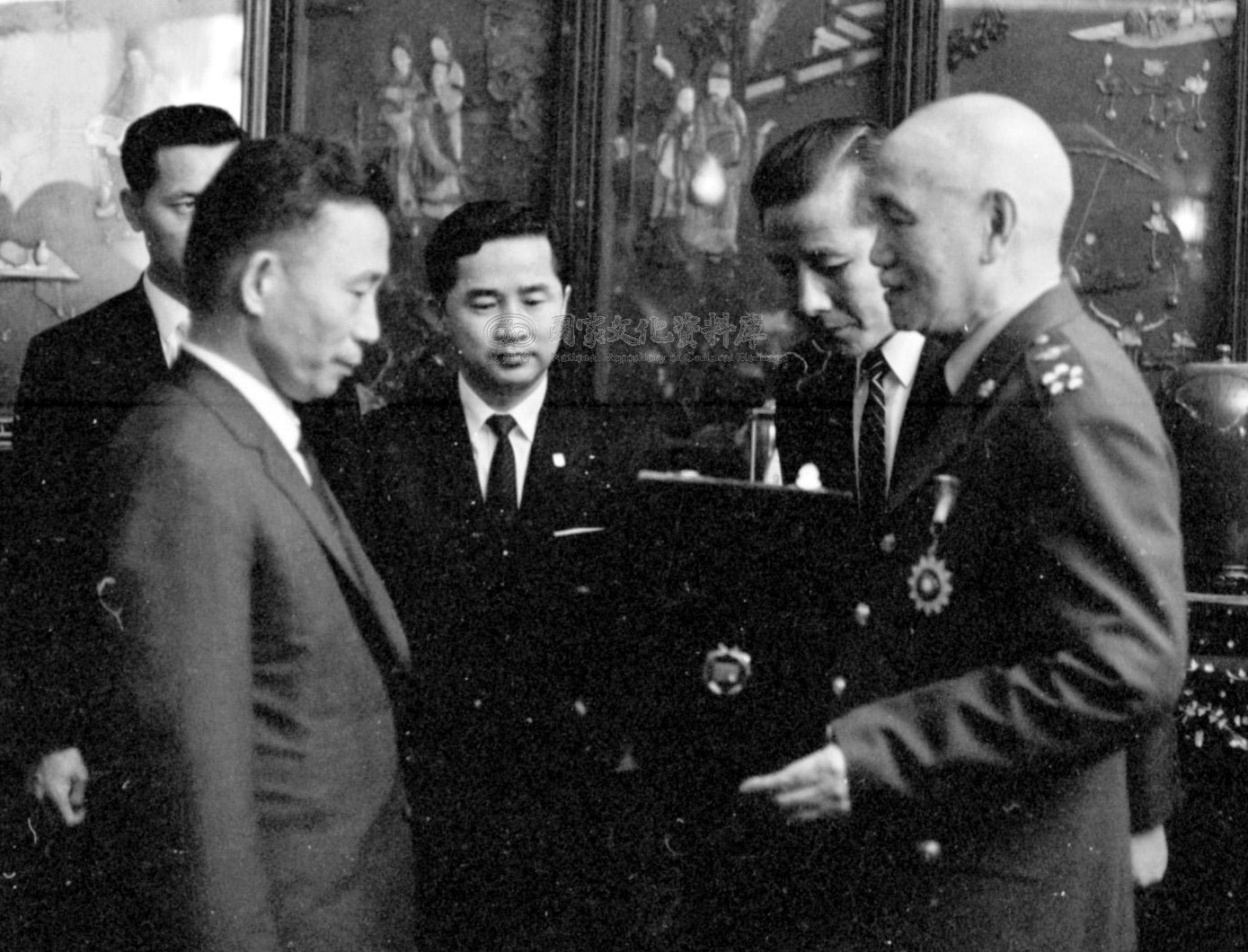
朴正煕（韓国大統領）に勲章を授与する蔣介石（1966年2月15日）

1966年2月、韓国の朴正煕大統領が台湾を訪問した。蔣介石・蔣経国・厳家淦などの要人が台北松山空港で朴正煕を迎え、蔣介石は歓迎の辞で「両国は運命共同体である」と強調し、朴正煕は「たとえ今日、アジアの一部が共産主義に染まっているとしても、いつの日か、これを駆逐し、統一中国と統一韓国を取り戻さなければならない」と応えた。朴正煕は蔣介石と会談を行い、両国の友好関係を再確認する共同声明を発表した。
1992年8月24日、韓国の盧泰愚政権は旧東側諸国との関係改善を目指す「北方政策」の一環として中華人民共和国と国交を樹立（中韓国交正常化）し、中華民国と断交した。中華民国は報復措置として両国間の定期航空路線の運航を停止し、2004年に再開するまでに12年もの歳月を要した。また、韓国側は事前通告もなく突然断交を発表したため、中華民国国民の反韓感情が増大した。
1993年7月27日に新関係架構協定が締結され、同年から翌1994年にかけて駐韓国台北代表部と駐台北韓国代表部が設置された。以降、両国間の実務関係は再び強化されつつある。

### モンゴル（外蒙古）

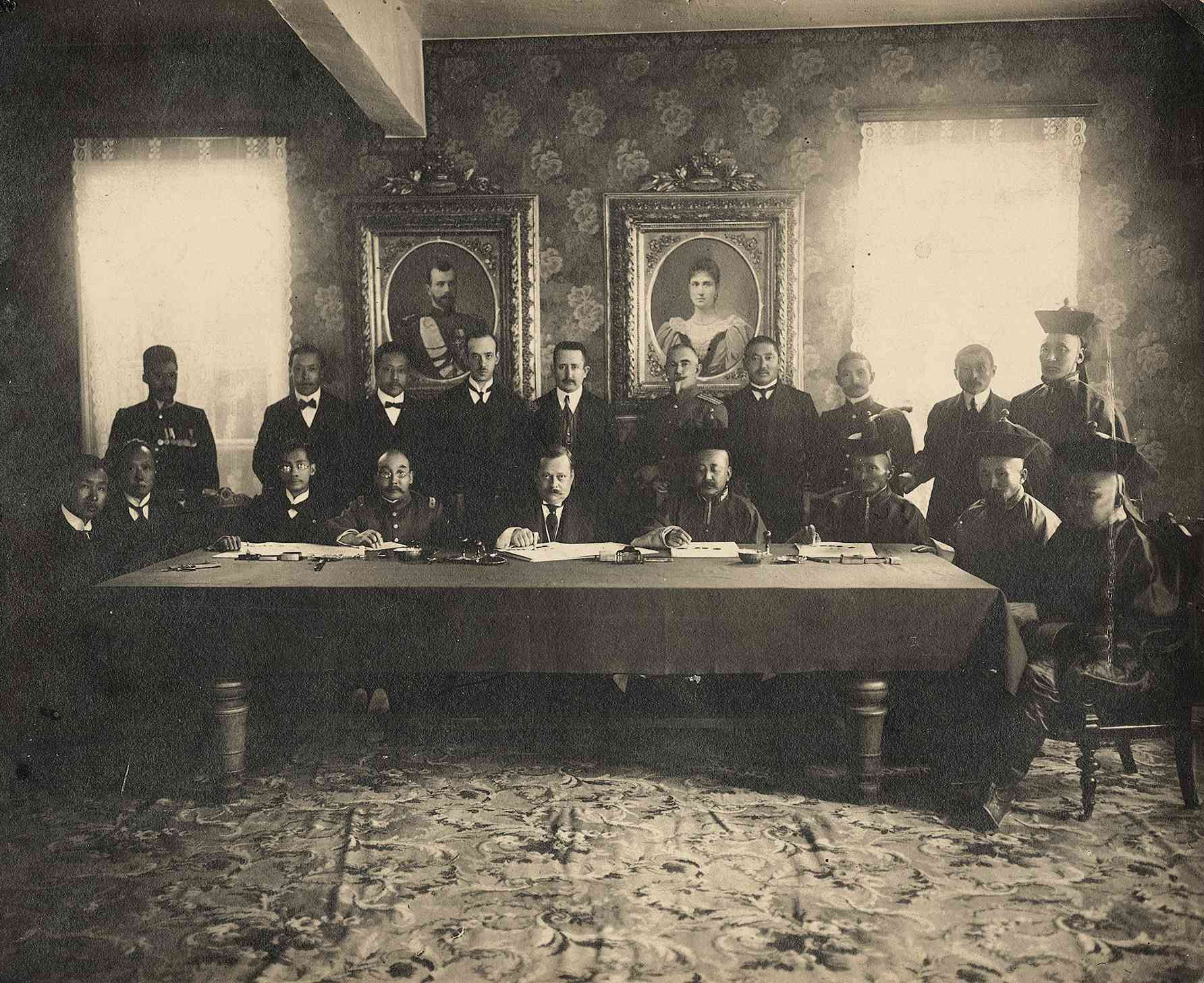
キャフタ条約の調印式（1915年6月7日）

1911年12月29日、ジェプツンダンバ・ホトクト8世を君主とする大モンゴル国（ボグド・ハーン政権）が独立を宣言し、外蒙古を支配下に置いた。中華民国はこの独立を認めず、1912年4月22日に袁世凱は臨時大総統令を発し、蒙古・西蔵（チベット）・新疆が中華民国の領土であることを強調した。1915年（民国4年）6月7日には中華民国・外蒙古・ロシアの間でキャフタ条約が締結され、外蒙古は中華民国の一部として高度な自治が認められた。一時は外蒙古の自治が撤廃されて中華民国による直接統治が行われたが（中華民国による外蒙古占領）、1921年には共産革命が発生し、1924年にモンゴル人民共和国が成立した。1928年、北伐を終えた国民政府は、外蒙古・西蔵に関する政務を担当する蒙蔵委員会と、名目上の行政区画としての蒙古地方・西蔵地方を設置した。
日中戦争終結直前の1945年8月14日、中華民国とソビエト連邦（ソ連）は間中ソ友好同盟条約を締結した。同条約ではソ連が中国共産党や東トルキスタン共和国などを支援しないことを条件として中華民国が外蒙古（モンゴル人民共和国）の独立を承認することが明記された。同年10月20日に実施された外蒙古独立公民投票の結果を受け、1946年1月5日に中華民国はモンゴル人民共和国を承認した。しかし、1949年10月1日に中華人民共和国が成立するとモンゴルは中華人民共和国との国交を樹立した。
台湾への撤退後、中華民国は「ソ連は中ソ友好同盟条約と国際連合憲章に違反して中国共産党を支援し、中国の政治的独立と極東の平和を脅かした」として国連に訴え、ソ連を非難する内容の国連総会決議505が1952年2月1日に採択された。1953年（民国42年）2月24日には立法院にて中ソ友好同盟条約の破棄が可決され、同条約で謳われていた「外蒙古の独立の承認」も同時に撤回された。しかし、ソ連の圧力やアメリカの説得を受けて1961年にはモンゴルの国連加盟を黙認した（国連安全保障理事会決議166）。

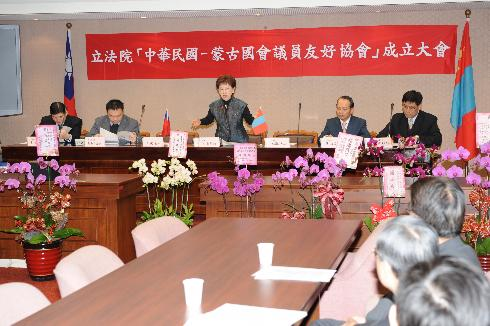
立法院で開催された「中華民国-モンゴル国会議員友好協会」の成立大会（2010年1月7日）

2002年1月30日、陳水扁政権は「台湾地区・大陸地区人民関係条例施行細則」を改正し、外蒙古を「大陸地区」の範囲から除外した。10月3日には外交部が「中華民国はモンゴルを国家承認する」と発表した。同年9月1日には駐ウランバートル台北貿易経済代表処、2003年2月17日には駐台北ウランバートル貿易経済代表処が設置されて非公式な外交関係が開始した。
2012年5月21日、大陸委員会は「1946年の中華民国憲法制定時、中華民国は既にモンゴルの独立を認めていたため、憲法第4条の『固有の領域』にモンゴルは含まれていない。1953年に中ソ友好同盟条約が破棄された時も、領土変更の手続きは行われなかった」として、モンゴルは中華民国の領土ではないという見解を示した。
2017年11月28日、立法院は「任務を終えた」として蒙蔵委員会の廃止を決定し、その業務は外交部・文化部・大陸委員会に移管された。

### ヨーロッパ
中華民国はヨーロッパの21カ国（オーストリア・ベルギー・チェコ・デンマーク・フィンランド・フランス・ドイツ・ギリシャ・ハンガリー・アイルランド・イタリア・ラトビア・リトアニア・オランダ・ポーランド・ポルトガル・スロバキア・スペイン・スウェーデン・スイス・イギリス）の首都および欧州連合（EU）・世界貿易機関（WTO）に代表処（事実上の大使館）、エクス＝アン＝プロヴァンス・ハンブルク・フランクフルト・ミュンヘン・ミラノ・ジュネーヴ・エディンバラに弁事処（事実上の領事館）を設置している。また、ヨーロッパの18カ国およびEUは台北に代表部を設置している。
2021年7月20日、外交部長の呉釗燮はリトアニアの首都ヴィリニュスに駐リトアニア台湾代表処を設置することを表明し、11月18日に設置された。これにより、ヨーロッパで初の「台湾」の名を冠した代表処となった。これに反発した中華人民共和国は8月に駐リトアニア大使を召還し、11月には両国の外交関係を臨時代理大使級に格下げして在リトアニア大使館を「駐リトアニア代弁処」に改称した。

## 国際機関との関係

### 世界保健機関
国連脱退に伴い、中華民国は世界保健機関（WHO）加盟国の地位も失った。中華民国は、1997年以降WHOへの復帰に向けた運動を続けており、2009年から2016年までの間は8年連続で「チャイニーズタイペイ」名義でのWHO総会へのオブザーバー参加が認められたが、2019年以降は再び認められなくなった。

### 国際オリンピック委員会
1981年3月23日にローザンヌ協定が締結されて以降、中華民国は「チャイニーズタイペイ」の名称と梅花旗・中華オリンピック委員会会歌を使用してオリンピックなどの国際スポーツ大会に参加している。